# 莫霍克 (印第安納州)
莫霍克（英語：Mohawk）是位於美國印地安納州漢考克縣的一個非建制地區。該地的面積和人口皆未知。